# Postplatz (Dresden)
Der Postplatz (bis 1865 Wilsdruffer T(h)orplatz nach dem Stadttor) ist ein zentraler Platz in Dresden und wichtiger Verkehrsknotenpunkt, vor allem für den öffentlichen Personennahverkehr. Er befindet sich in der Altstadt unweit des Zwingers.

## Lage und Bebauung

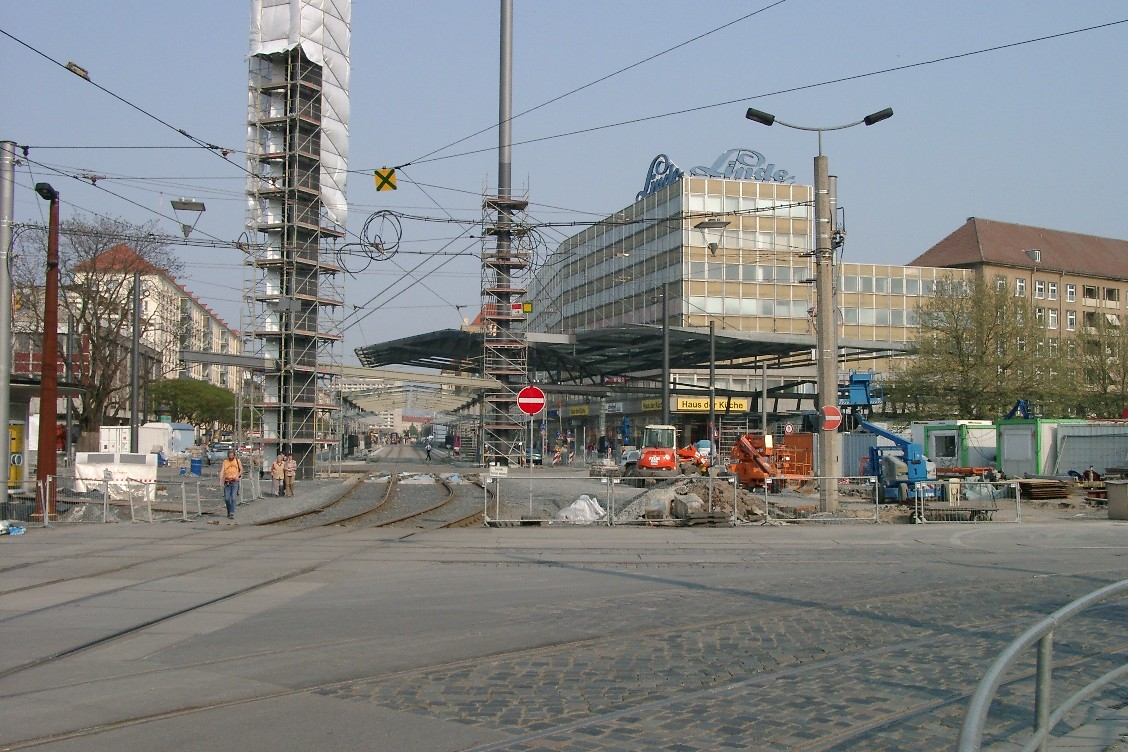
Blickrichtung Wilsdruffer Straße während der Bauarbeiten 2006

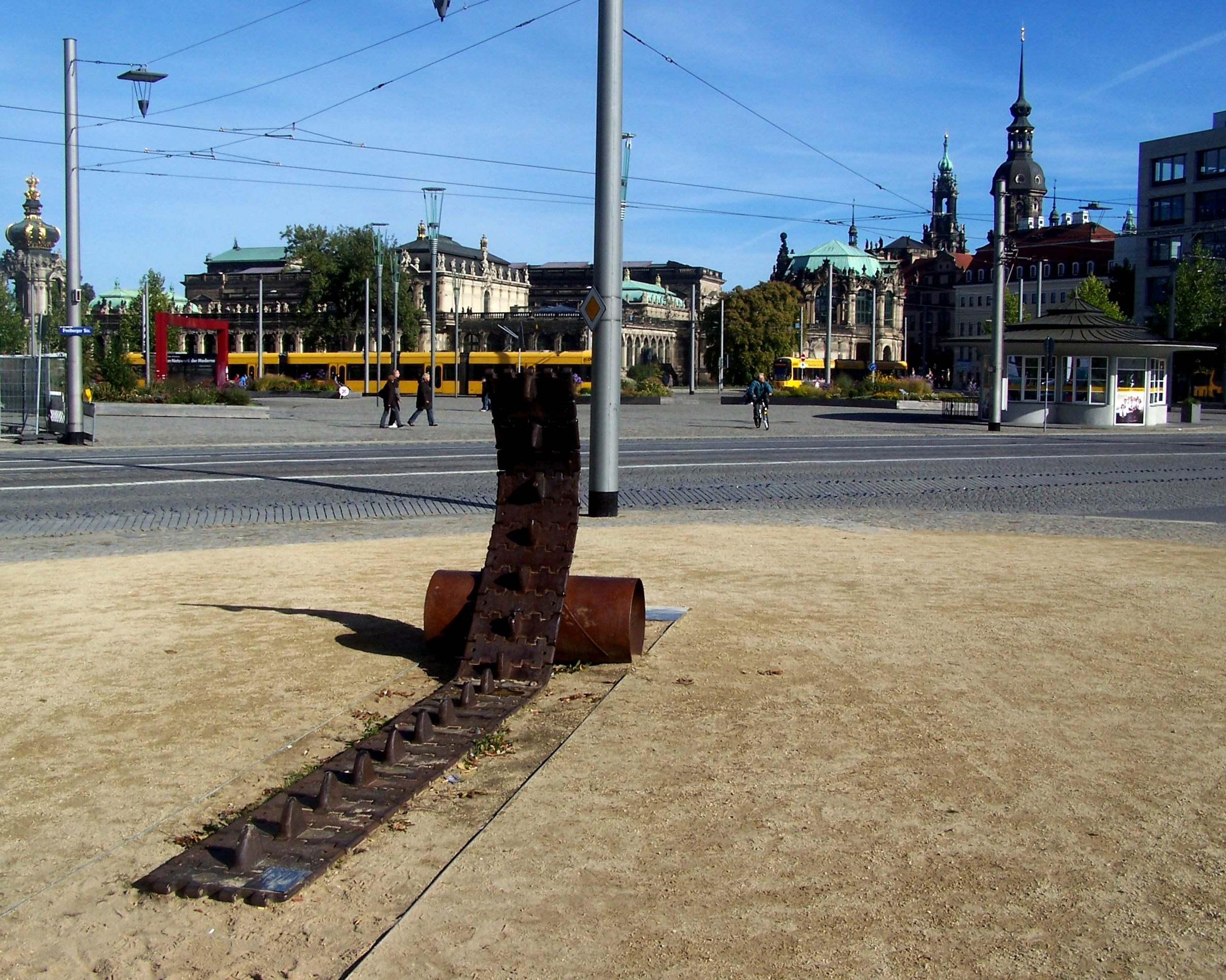
Panzerkettendenkmal zur Erinnerung an den Aufstand vom 17. Juni 1953

Vom Postplatz gehen sternförmig Sophienstraße, Wilsdruffer Straße, Wallstraße, Marienstraße, Annenstraße, Schweriner Straße und Ostra-Allee ab. Der Platz selbst ist unbebaut bis auf einen denkmalgeschützten ehemaligen Service-Pavillon der Dresdner Verkehrsbetriebe, der aufgrund seines Aussehens Käseglocke genannt wird und inzwischen als Café dient. Kleinere Gebäude am Rand des Platzes wurden im Zuge der letzten Umgestaltung abgerissen.
Dem Postplatz am nächsten steht das Dresdner Schauspielhaus („Großes Haus“), ihm gegenüber befinden sich der Zwingerteich und das Kronentor des Zwingers. Über die Sophienstraße hinweg steht der vom Postplatz versetzte Cholerabrunnen. Dahinter steht, an der Stelle der früheren Sophienkirche, der sogenannte Pinsel. Nach Osten stand an der Wilsdruffer Straße bis 2007 die bereits lange Zeit geschlossene HO-Gaststätte „Am Zwinger“, im Volksmund schlicht Fresswürfel genannt. An gleicher Stelle befindet sich inzwischen der Wilsdruffer Kubus. Gegenüber davon befand sich das Lindehaus. Stets gut zu erkennen war die Linde-Leuchtreklame auf dem Dach, in der DDR warb an gleicher Stelle das Institut für Chemieanlagen. Im Jahr 2009 wurde das Lindehaus für den Erweiterungsbau der Altmarkt-Galerie abgerissen.
An der südwestlichen Ecke standen noch kleinere Gebäudeteile und Grundmauern von der früheren, bei den Luftangriffen 1945 beschädigten Hauptpost, die zu DDR-Zeiten weitgehend abgerissen wurde. Die Grundmauern bilden heute, mit ihren zugemauerten Kellerfenstern, die etwa zwei Meter hohen Grundstücksmauern des im Inneren neu gebauten Post-Gebäudes, anderweitig wurden sie in ein neu geschaffenes und inzwischen fertiggestelltes Wohnungsareal einbezogen. 
In weiter westlicher Richtung wurde von der Deutschen Post in den 1980er Jahren eine neue Fernmeldezentrale errichtet. Seit 2008 erinnert ein von der Künstlerin Heidemarie Dreßel geschaffenes Denkmal an den Volksaufstand vom 17. Juni 1953. Es besteht aus der Kette eines Panzers vom Typ T-34, einem Panzertyp, den sowjetische Soldaten auch in Dresden einsetzten, um die Demonstranten zu stoppen. Das Fernmeldegebäude wurde von der Telekom verkauft und anschließend abgerissen, ein neues Wohn- und Geschäftshauses wurde errichtet, das sich auch auf die davorliegende Freifläche des Panzerkettendenkmals erstreckt; das Denkmal wurde um einige Meter verschoben/umgesetzt.

## Straßenbahn-Knotenpunkt

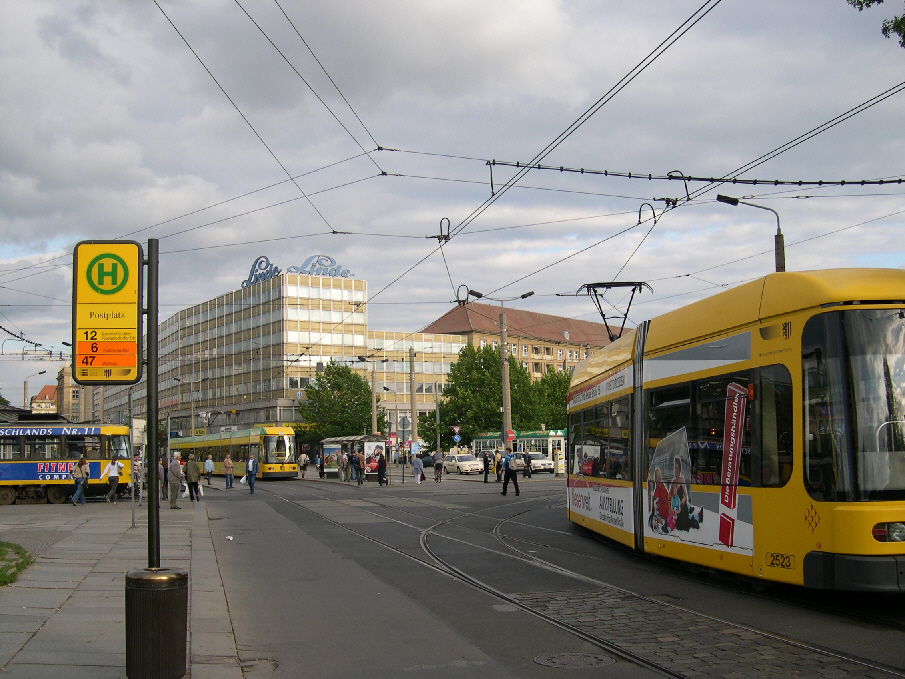
DVB-Knotenpunkt Postplatz – In der alten Gestaltung mit mehr als zehn Einzelhaltestellen

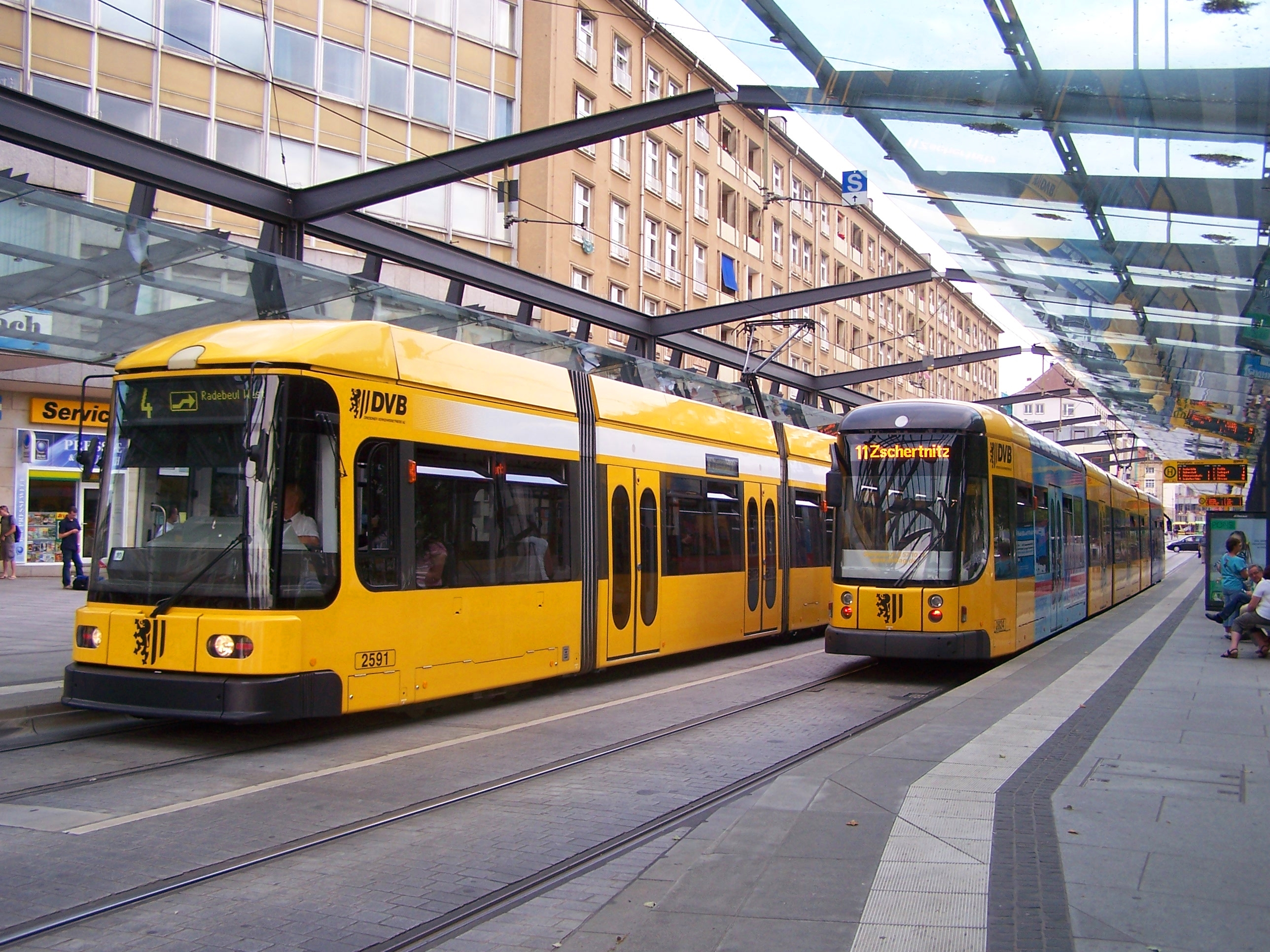
Postplatzhaltestellen nach der Umgestaltung

Die Haltestelle „Postplatz“ ist einer der wichtigsten Verkehrsknoten des Dresdner Straßenbahnnetzes. Hier fahren mit den Linien 1, 2, 4, 8, 9, 11 und 12 sieben der insgesamt zwölf Straßenbahnlinien, sowie die Buslinie 68, im Nachtverkehr im Rahmen des Postplatztreffens zusätzlich auch die Straßenbahnlinie 7 und die Buslinie 62 sowie regionaler Nachtverkehr am Wochenende (Linie ⁺333, ⁺360, ⁺477 & H/S).
Die Bahnen fahren von hier im Wesentlichen in vier Richtungen. Nach Norden über die Marienbrücke und Augustusbrücke, nach Osten über die Wilsdruffer Straße, nach Süden zur Prager Straße und nach Westen zum Bahnhof Mitte bzw. S-Bahnhof Freiberger Straße. Insgesamt zweigen vom Postplatz fünf Strecken ab, was die Gestaltung der Haltestellen sehr schwierig machte und erst 2006 durch eine verlagerte Haupthaltestelle vereinfacht wurde. An der ersten Kreuzung der Freiberger Straße zweigt eine sechste Strecke über die Hertha-Lindner-Straße zur Schweriner Straße ab.
Der Postplatz ist damit, gerade auch durch die Anbindung der Buslinien, einer der wichtigsten Umsteigepunkte in Dresden. Man kann aber auch die Altstadt von hier bequem erlaufen. 2015 stiegen werktags an der Haltestelle 38.340 Fahrgäste ein und aus.

### Postplatztreffen
Noch bedeutender wird diese Rolle im Nachtverkehr: In Dresden gibt es keine Nachtlinien wie in anderen Städten, sondern die meisten Linien fahren in ähnlicher Linienführung durchgehend weiter. Dies wurde erstmals 1925 mit dem Beginn des Sommerfahrplanes in der Nacht vom 12. auf den 13. Mai eingeführt. Ab diesem Tag verkehrten alle Straßenbahnlinien mit Ausnahme der Rundbahn-Linie 26 bis früh 2.00 Uhr und zusätzlich die Linien 1, 6, 7, 11, 12, 15, 18, 19 und 22 rund um die Uhr, nach 2.00 Uhr aber ebenfalls stündlich.
Dabei passierten die Linien 6, 7, 15, 18, 19 und 22 den Postplatz, deren Fahrpläne so gestaltet wurden, dass diese sechs Linien am Postplatz zu annähernd derselben Zeit eintrafen, einige Minuten hielten und für die Fahrgäste untereinander Anschluss hatten (also das erste der später so bezeichneten Postplatz-Treffen), zur Linie 11 gab es eine Anschlussmöglichkeit an der Moritzstraße und an die Linien 1 und 12 am Pirnaischen Platz. Zwei Tage vor dem ersten dieser Postplatztreffen verkündeten dies alle Dresdner Tageszeitungen, zusätzlich mit dem Hinweis versehen, „dass alle wichtigen in Dresden ankommenden und abfahrenden Eisenbahn-Nachtzüge guten Anschluss an die Straßenbahn-Nachtwagen haben.“
Unterbrochen durch die Luftangriffe auf Dresden 1945 wurde diese Tradition noch Ende der 1940er Jahre wieder aufgenommen und wird so bis heute durchgeführt. Von dem ersten der täglichen Postplatztreffen (bis 0:45 Uhr Halbstunden-, danach im Stundentakt, in Nächten auf Samstage, Sonn- und Feiertage auch nach 1:15 Uhr alle halbe Stunde, wochentags bis 5.00 Uhr, sonnabends 9.00 Uhr und sonntags 10.00 Uhr) an wurden und werden, um die Anschlüsse zu gewährleisten, die Fahrpläne der den Postplatz passierenden Straßenbahn- und Buslinien überdies so gestaltet, dass sie sich an weiteren Haltestellen gleichzeitig zu bestimmten Uhrzeiten „treffen“. Auf kleine Verspätungen einzelner Bahnen wird in der Regel Rücksicht genommen.

## Geschichte

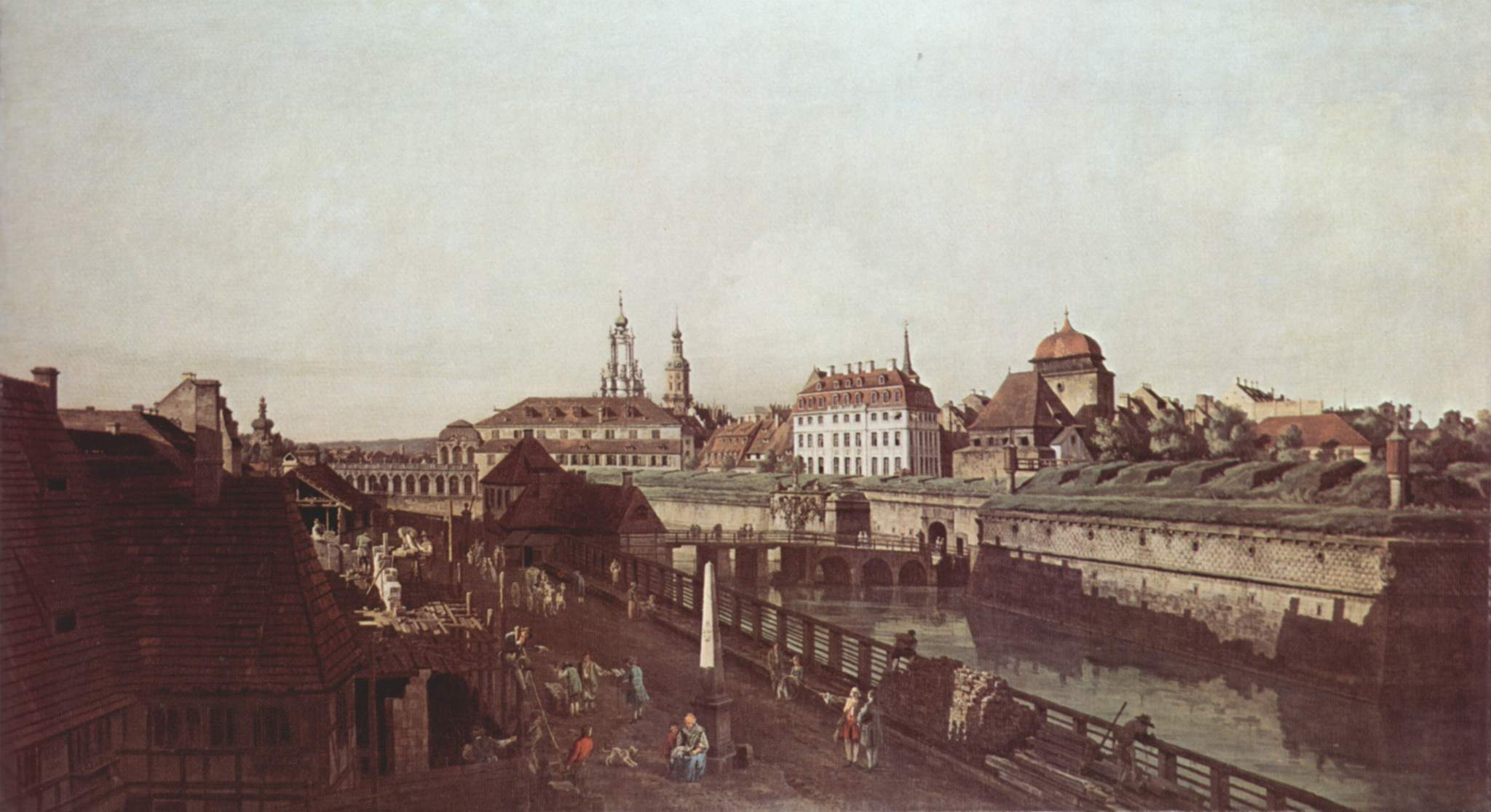
Um 1750 befand sich an der Stelle des Postplatzes noch der Wassergraben der Stadtfestung – Das Wilsdruffer Tor und die Postmeilensäule

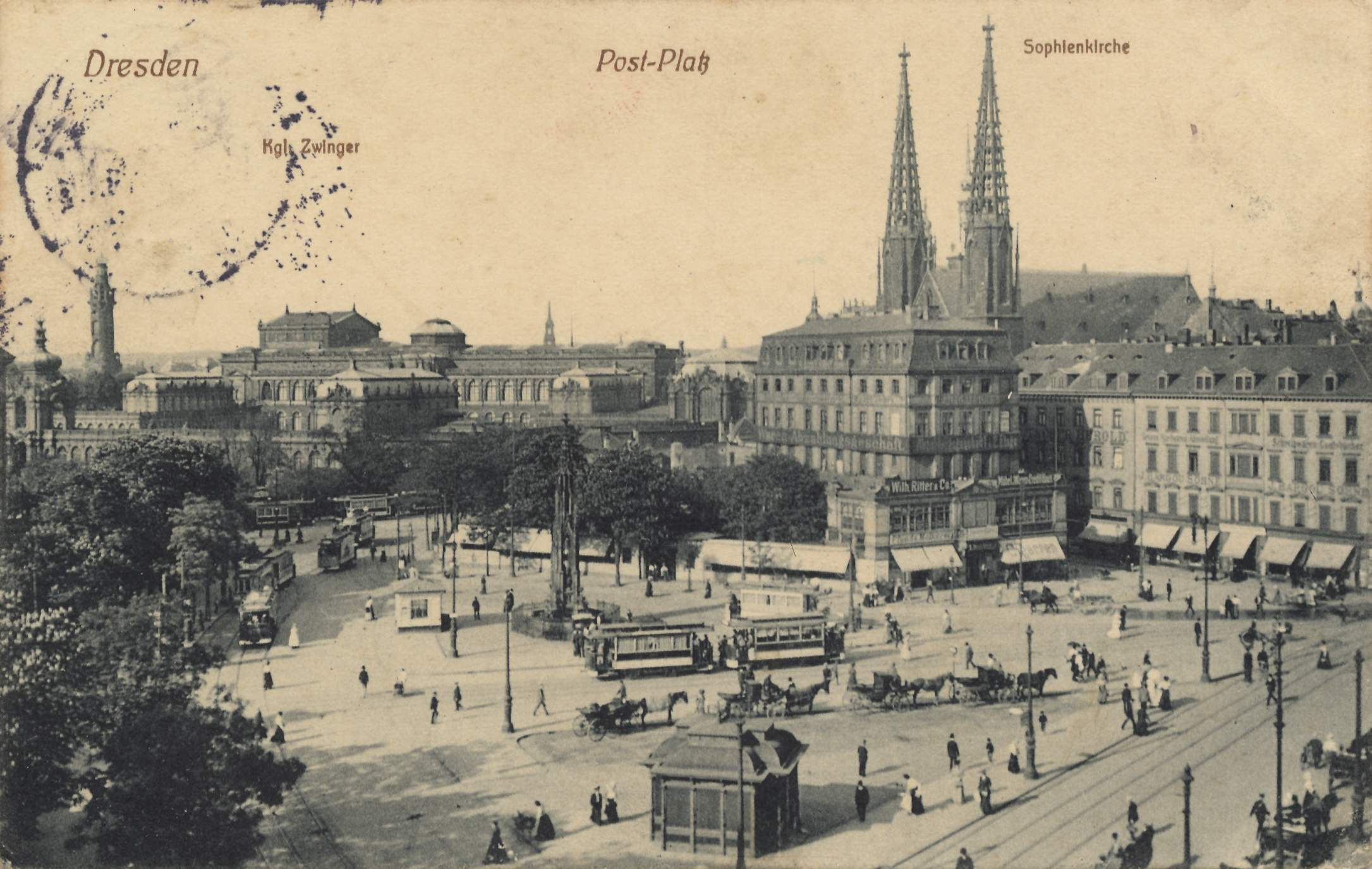
Postplatz um 1913. Links der Zwinger, dahinter die Semperoper am Theaterplatz, rechts die gotische Sophienkirche (Ruine in den 1960ern auf Befehl von Walter Ulbricht gesprengt).

Der Postplatz befindet sich an der Stelle eines der Haupttore der alten Dresdner Befestigungsanlagen. Bis ins 19. Jahrhundert führte die vom Altmarkt kommende Wilsdruffer Gasse zum Wilsdruffer Tor, das ursprünglich für den Wilsdruffer Thorplatz namensgebend war. Westlich davon entstand außerhalb der Stadtbefestigung die Wilsdruffer Vorstadt. Der Platz entstand Anfang des 19. Jahrhunderts nach Schleifung der Befestigung, Abriss des Wilsdruffer Tors und Verfüllung des davor liegenden Grabens, wodurch der Platz nun eine größere Fläche einnahm. Durch die Entfestigung der Stadt entstand im gleichen Zeitraum weiter südlich der Antonsplatz.
Das bereits 1745 nach Entwürfen von Andreas Adam an der Sophienstraße erbaute Adamsche Haus dominierte zunächst mit seiner ursprünglich zum Wall gelegenen Rückseite den neuen Platz. Nachdem das Posthaus in der Landhausstraße zu klein wurde, erfolgte 1830–1832, durch den Stadtbaudirektor Albert Geutebrück, der Bau eines neuen, repräsentativen Postgebäudes südlich des Platzes. Die rückwärtige Fassade des Postgebäudes am Antonsplatz wurde aus logistischen Gründen bald darauf die neue Vorderseite des Hauses, wenige Jahre später kam es zur ersten Erweiterung. Der Platz, bislang nach einem nicht mehr existenten Stadttor benannt, erhielt 1865 den neuen Namen Postplatz. Das Postareal wurde in den folgenden Jahrzehnten nach Westen erweitert: 1876–1881 wurde das Hauptgebäude der Oberpostdirektion an der Annenstraße errichtet, 1901–1906 erfolgte ein Neubau für das Postamt Dresden 1.
Im Jahre 1865 gründete Robert Bernhardt sein Modewarengeschäft in der Wilsdruffer Vorstadt. Vom Eingang eintretend erreichte man einen geräumigen Innenhof, mit einer gewaltigen Glaskuppel überdacht. Mit einer Länge von 16 Metern und einer Spannweite von 10 Metern. Eine geräumige Treppe führte zu den Verkaufsgalerien, auf deren Absatz ein Brunnen aufgestellt war. Links und rechts des Treppenaufgangs standen Schmuckkandelaber.
Schon Ende des 19. Jahrhunderts erhielt der Platz eine wichtige Stellung im Dresdner Stadtverkehr. Der Cholerabrunnen, der sich auf dem Platz befand, musste 1891 verlegt werden, da er den Ausbau des Platzes störte. 1895 zweigten, genau wie in der Gegenwart, sechs Straßenbahntrassen vom Platz ab.

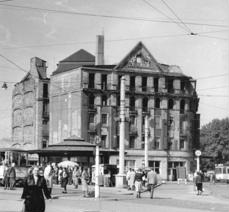
Palasthotel Weber (1956)

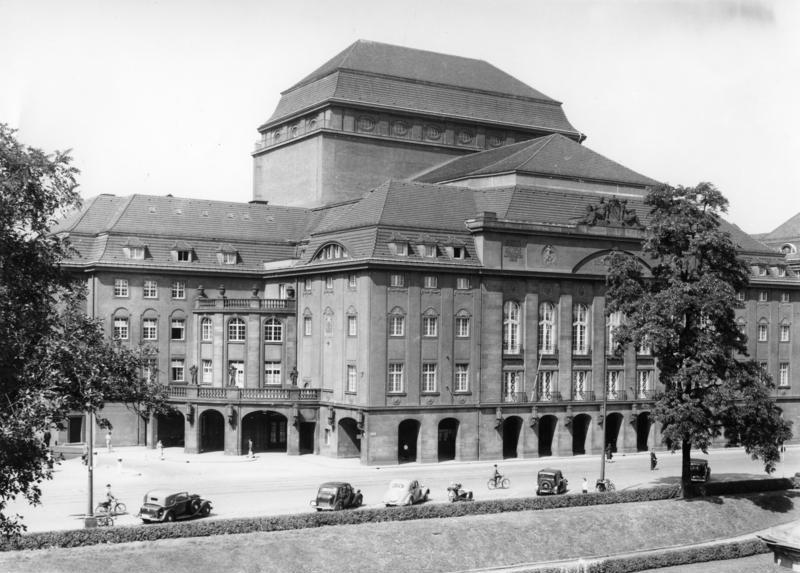
Schauspielhaus (1930)

Im Jahr 1911 wurde das Palasthotel Weber nach einem Entwurf der Architekten Lossow & Kühne auf dem Eckgrundstück Ostra-Allee/Postplatz in Dresden umgebaut. Das im Zweiten Weltkrieg teilweise beschädigte Gebäude wurde gegen den Protest der Dresdner Bevölkerung 1968 abgebrochen. Es wurde als das architektonische Pendant des 1912/1913 von William Lossow und seinem Schwiegersohn Max Hans Kühne im Stil des Neubarock und Jugendstil erbauten Neuen Königlichen Schauspielhauses an der Ecke Ostra-Allee/Theaterstraße konzipiert. Anders als das Palasthotel wurde dieses wiederaufgebaut und im Herbst 1948 neu eröffnet.
Am 15. März 1920 starben bei Auseinandersetzungen im Zuge des Kapp-Putsches auf dem Postplatz 59 Menschen.
Im Jahr 1991 rief die Stadt einen Wettbewerb zur Umgestaltung des Platzes auf. Den Siegerentwurf fertigte der Architekt und Stadtplaner Joachim Schürmann an. Da auch andere Verkehrsknoten wie der Wiener Platz und die Könneritzstraße umgebaut wurden, verschob sich die Baumaßnahme aber um mehr als zehn Jahre.

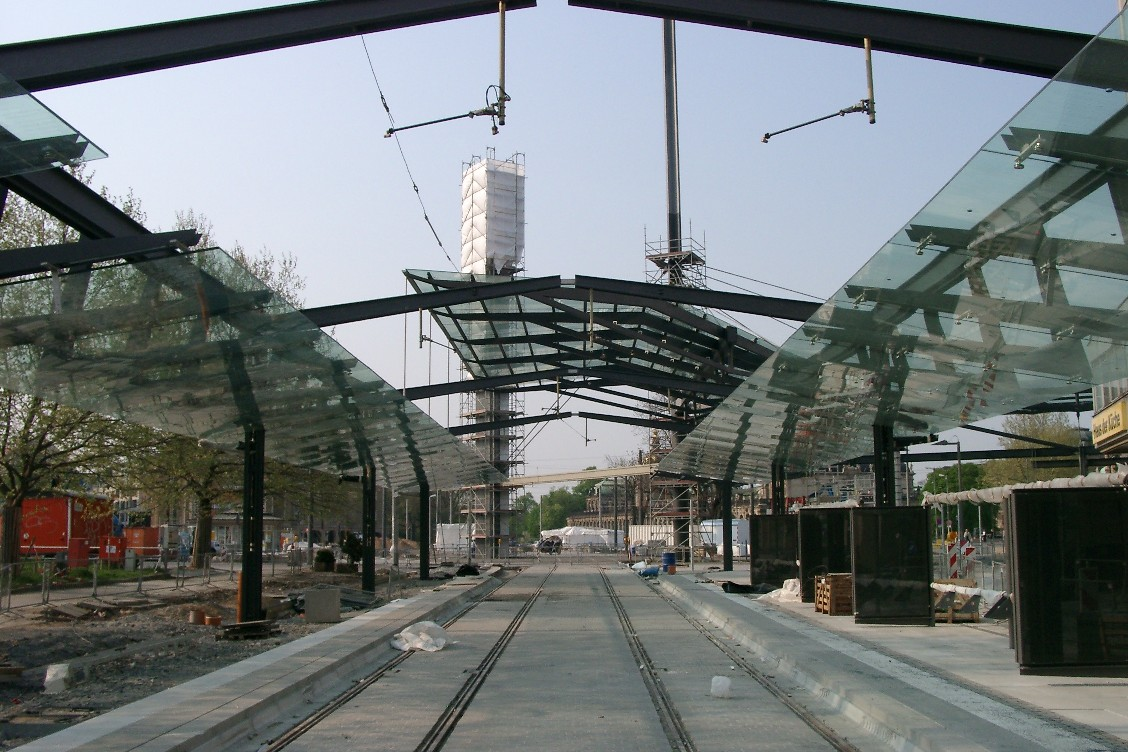
Bauarbeiten am Postplatz Mai 2006

Ab April 2005 wurde der Postplatz großflächig umgebaut und in diesem Zuge per Auto wieder in mehrere Richtungen befahrbar. Vor allem änderte sich jedoch die Haltestellensituation. Die einzelnen 16 Haltepunkte auf dem Platz wurden zu zwei langen Doppelhaltestellen an zwei angrenzenden Straßen (Wilsdruffer Straße und Wallstraße) zusammengefasst. Auch die Gleiswege wurden geändert, die Verbindung nach Süden zur Prager Straße erfolgt seitdem nicht mehr über die Marienstraße, sondern über die parallel dazu verlaufende Wallstraße (die Gleisschleife zwischen beiden Straßen wurde beibehalten). Die Züge aus der Freiberger Straße müssen außerdem nicht mehr auf die Schweriner Straße abbiegen, sondern steuern den Postplatz direkt an – aufgrund eines Bauvorhabens entfiel allerdings im Gegenzug die direkte Verbindung von der Schweriner Straße zum Postplatz.
Die architektonische Qualität der 2006 fertiggestellten Zentralhaltestelle in Schmetterlingsform wurde in der Landeshauptstadt während des Baus umstritten aufgenommen, vor allem wegen des riesigen Monoliths in Sichtweite des Zwingers. Auch der 2008 entstandene Wilsdruffer Kubus wurde von Architekten und Bürgern der Stadt kritisiert, vor allem wegen der „austauschbaren Fassade“ des Neubaus, die in keiner Beziehung zum historischen Umfeld des Gebäudes stünde.
Die Planung der Zentralhaltestelle Wilsdruffer Tor, ausgeführt in zwei Stahl-Pylonen, mit abgehängten Flügeln, sowie einer Stahlrahmenkonstruktion der Haltestellenüberdachung unterlag der Arbeitsgemeinschaft joachim schürmann architekten (Köln) und b2 Architekten Dittmann Luft, Köln/Bonn.
Durch die weitgehenden Änderungen der Bauweise hin zu einer annähernd grünflächen- und baumlosen Fläche nach dem neuen Leitbild der Innenstadtbebauung änderte sich auch das Klima.
Eine Protestaktion mit WC-Porzellan am 1. April 2009 war ein großes Lokalthema und führte zum Meinungsumschwung bezüglich der Begrünung der Innenstadt.
Im August 2009 wurden mittels Hochbeeten 500 Quadratmeter Grünfläche auf dem Pflaster des Postplatzes angelegt. Das Pflaster wurde dabei nicht entfernt, damit für die Pflasterung abgerufene Fördermittel nicht zurückgezahlt werden mussten.
Seit Beginn 2016 wird am Postplatz vermehrt gebaut. Innerhalb der nächsten Jahre werden alle Baulücken direkt am Platz und in der näheren Umgebung durch Neubauten geschlossen. Im Umfang dieser Baumaßnahmen werden mehr als 1000 Wohnungen in der Dresdner Innenstadt entstehen. Von 2016 bis 2019 wurde auf dem Gelände der ehemaligen Oberpostdirektion ein  neues Wohn- und Geschäftsgebäude errichtet. Der Altbau wurde durch zwei Neubauten rechts und links ergänzt.